# تاواستیا (استان تاریخی)
تاواستیا (زبان نورس باستان Tafæistaland، سوئدی: Tavastland، فنلاندی: Häme، اسلاوی شرقی باستان Ямь یا Емь) استانی تاریخی در جنوب فنلاند است.
از سال ۱۹۹۷ تا ۲۰۱۰ تاواستیا بین استان‌های اداری استان فنلاند جنوبی و فنلاند غربی (استان) تقسیم شد. در حال حاضر تاواستیا بین پنج منطقه فنلاند تقسیم شده‌است: تاواستیای اصلی، پی‌ینه تاواستیا و فنلاند مرکزی با بخش‌های کوچکتر در پیرکانما و کومن‌لاکسو.

## تاریخ

استان تاریخی تواستیا، آبی رنگی (مرز مناطق مدرن به رنگ زرد)

دوران ماقبل تاریخ تواستیا را می‌توان گفت که با دومین جنگ صلیبی سوئد در سال ۱۲۳۹ یا ۱۲۴۹ به پایان رسید، زمانی که این سرزمین بخشی از سوئد شد. ساخت قلعه همه در دهه ۱۲۶۰ به دستور بیریر یارل آغاز شد. قرار بود این شهر مرکز سه «شهرستان دارای قلعه» باشد، دو دیگر قلعه تورکو در فنلاند و قلعه ویبری در کارلیا. پس از معاهده صلح نوتبری در سال ۱۳۲۳، قلعه تا حدودی اهمیت خود را به عنوان یک سپر دفاعی در برابر هجوم دشمن از سمت شرق از دست داد، اما به عنوان یک مرکز اداری باقی ماند. وقتی فنلاند در سپتامبر ۱۸۰۹ به امپراتوری روسیه واگذار شد، این استان بخشی از سوئد نبود. اگرچه استان‌های سوئد امروزه هیچ کارکرد اداری ندارند اما به عنوان یک میراث تاریخی در فنلاند و سوئد بسیار قابل توجه هستند.
این استان ازعصر سنگ مسکونی بوده‌است. تاواستیای شمالی برای مدت طولانی بیابانی بود که شکارچیان سامی در آن زندگی می‌کردند و شکارچیان فنلاندی نیز در آن رفت و آمد داشتند. فقط در اواخر قرون وسطی کشاورزی به آرامی به نواحی شمالی استان راه یافت. در قرن نوزدهم، رشد صنعت جنگل شروع به ایجاد ثروت جدید برای منطقه کرد. آبراه‌های نسی‌یروی و وایاناوسی حمل و نقل آسان الوار را فراهم کردند. مهم‌ترین مراکز صنعت کاغذ، مانتتا و والکئاکوسکی بودند و هنوز هم هستند. با این حال، برجسته‌ترین مرکز صنعتی در تاواستیای تاریخی، تامپره است، جایی که تعدادی کارخانه بزرگ نساجی و کارخانه‌های مرتبط به صنایع فلزی از اوایل قرن نوزدهم در آن فعال بودند.

## جغرافیا
تاواستیای غربی در هر دو طرف حوضه آبریز بزرگ ککمن‌یوکی گسترش یافته‌است. در شرق تاواستیا، مناطق پی‌ینه تاواستیا و فنلاند مرکزی در اطراف سواحل دریاچه پیینه قرار دارند. مرزهای جنوبی استان تقریباً از خط الراس سالپائوسلکه پیروی می‌کنند. بخش‌های جنوبی استان شامل دشت‌هایی است که با مزارع و جنگل‌ها در هم آمیخته‌است. مرز شمالی تاواستیا در فنلاند مرکزی است. از آنجایی که این منطقه تنها در زمان جایگزینی استان‌های سوئد قدیم با شهرستان‌های سوئد آباد شده‌است، محدوده استان باستانی در این منطقه نامشخص است. همین امر در مورد مرز شمال غربی با ساتاکانتا که در پیرکانما قرار دارد نیز صدق می‌کند.
مانند الگوی اولیه سکونت، مناطق مسکونی در اطراف آبراهه‌ها قرار گرفته و مزارعی که به ویژه بزرگ‌ترین دریاچه‌ها آنها را احاطه کرده‌است. دریاچه‌ها قابل کشتیرانی هستند، و رودهای کومی‌یوکی و ککمن‌یوکی کشتیرانی از رود به دریا را ممکن می‌کند. به‌طور مشابه، دریاچه‌ها سه منطقه قابل کشتیرانی جداگانه را تشکیل می‌دهند. دریاچه نسی‌یروی تا ۱۰۰ کیلومتری شمال تامپره قابل کشتیرانی است، در حالی که دریاچه‌های پوهه‌یروی، وایاناوسی و روینه از قرن نوزدهم توسط کانال‌هایی به هم متصل شده‌اند و آبراه مهم دیگری را تشکیل می‌دهند. از سوی دیگر، دریاچه پیینه (دومین دریاچه بزرگ فنلاند)، لاهتی و پی‌ینه تاواستیا را به فنلاند مرکزی و یووسکوله متصل می‌کند.